# Выдра
Вы́дра, также речная выдра, обыкновенная выдра, или поре́шня/поре́чня (лат. Lutra lutra) — вид хищных млекопитающих из семейства куньих, ведущих полуводный образ жизни. В литературе под словом «выдра» обычно подразумевается этот вид, хотя род выдр насчитывает несколько видов.

## Этимология
Обозначение данного животного — общеиндоевропейское, происходящее от прилагательного пра-и.е. *udrós, образованного от корня *wed-, обозначавшего воду (собственно, вода — пра-и.е. *u̯ed-ōr). Общеславняское наименование животного (праслав. *vy̋dra) восходит от *udreh₂/*ū́drā/*udrā-, женской формы прилагательного *udrós (мужская — *udro-). Соответственно, исходное значение слова — «водное животное». Распространённый в южнорусском наречии (главным образом вне зоны раннего формирования, например, на Дону, Северном Кавказе, в Сибири и у уральских казаков), а также в северо- и среднерусских говорах юга Ярославщины диалектизм «поречня/порешня» (а также «поре́чь», «поре́ча», «поре́к», «поре́шна(я)», «поре́чна(я)») восходит к месту обитания животного и дословно означает «живущая по берегам рек», также используется для обозначения норки. В архангельских диалектах для обозначения описываемого животного используется лексема «вы́дрыга». На Псковщине встречается диалектизм «вудра́», близкородственный общераспространённому названию животного, его происхождение обусловлено переходом [ы] в [у] после губных согласных (схожим образом образован диалектизм у́дра/удра́). Также лексема c данным переходом (др.-рус. вудоро) отмечается в новгородской берестяной грамоте №713, датируемой 1200-1220 гг.. На Новгородчине же, что интересно, для обозначения выдры может использоваться слово «векша», обычно в диалектах (в том числе и новгородском) обозначающая белку, а в тамбовских говорах выдрой обозначают выхухоль.
Устойчивого обозначения самца выдры в русском языке нет, но может использоваться существительное «*выдр» мужского рода, зафиксированное в том числе и в старожильческих сибирских говорах, конкретно в селе Нарым Томской области.
Славянское обозначение животного было заимствовано в румынский (рум. vidrǎ), албанский (англ. vidër), венгерский (венг. vidra), и, сравнительно поздно, в новогреческий языки (греч. βίδρα).

## Описание

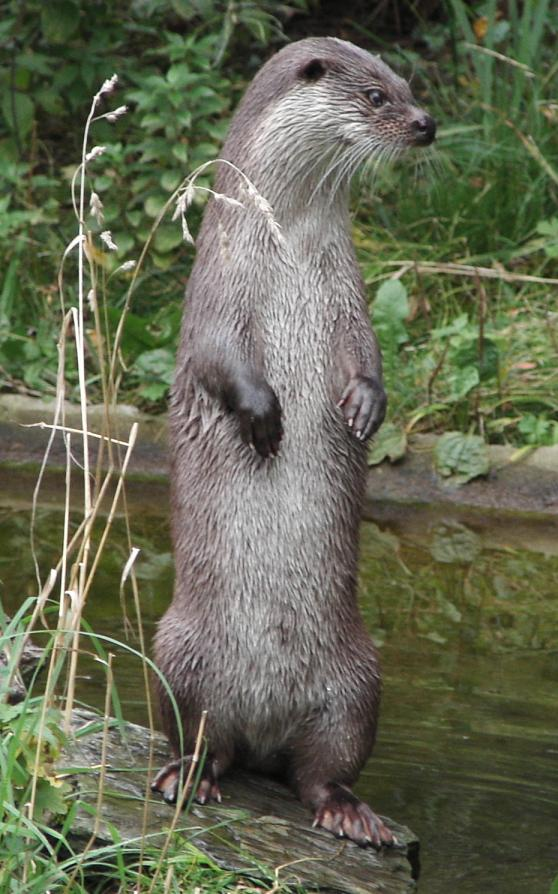
Выдра, стоящая на задних лапах

Выдра — крупный зверь с вытянутым гибким телом обтекаемой формы, хотя и несколько расширяющимся к концу. Строение тела выдры в целом приспособлено для плавания под водой: плоская голова, длинное туловище, короткие лапы с перепонками между пальцев, а также длинный, подвижный и сильный хвост. Длина тела в среднем — 70-75 см, хвоста — 26-59 см, масса — 6-10 кг (4-9,5 кг у самцов и 3,6-7,3 у самок). Конечности короткие, и относительно массивные. Лапы пятипалые (впрочем, один из пальцев на передних лапах иногда не пропечатывается на следах), между пальцев — плавательные перепонки, доходящие до конца (по другим данным — середины) пальцевых подушечек, подошва голая. Пальцы передних лап обладают гибкими суставами, благодаря чему (а также острым и цепким когтям) она может удерживать мелкие предметы, например, свою добычу. Когти на задних более притупленные. Как и многие куньи, выдра способна вставать на задние лапы. Cледы выдры похожи на барсучьи, на прыжках обычно волочит хвост, также оставляющий след. Хвост длинный и мускулистый, не пушистый, круглый в основании, к концу сужается. Половой диморфизм слабо выражен: около 50 % самцов крупнее самок, масса и длина тела (без хвоста) самцов составляет соответственно 5,5-11,4 кг (по другим данным — 4-9,5 кг) и 55 см-1,27 м, а у самок — 3,6-7,3 кг и 51 см-1,09 м; длина хвоста, по данным из Беларуси, составляет 35-57 см у самцов и 35-50 см у самок (итоговая длина тела составляет 87-117 см и 66-106 см у самок). Голова довольно крупная, низкая и сильно уплощённая, плавно переходит в толстую и длинную шею, морда короткая и широкая. Ушные раковины узкие и небольшие, погружаясь под водой, слуховой проход закрывается клапаном. Также клапаном с той же целью закрываются и ноздри. На верхней губе расположены пышные усы-вибриссы, улавливающие малейшие движения воды и помогающие установить местонахождение потенциальной добычи. Череп обладает уплощённым лицевым отделом и низкой, уплощённой и широкой мозговой коробкой (стоит отметить, что уплощённость черепа достаточно редко встречаются у хищников). Скуловые дуги массивные, разведены в сторону. Затылочный гребень черепа хорошо выражен, в то же время как сагиттальный гребень практически не выражен. Зубная система выдры состоит из 36 зубов: 12 резцов, 4 клыков (по две пары), 14 премоляров и 6 моляров. Клыки выдры длинные, тонкие и острые. Благодаря устройству зубов обеспечивается умерщвление и пережёвывание добычи с твёрдым покровом (рыб с их чешуёй и раков с их панцирем). Зубная форма, как и у других видов рода выдр, следующая: {\displaystyle I{\frac {3}{3}}C{\frac {1}{1}}P{\frac {4}{3}}M{\frac {1}{2}}=36}. Бакулюм длиной около 58-65 мм, его задний отдел утолщён, но к основанию килевидно сужается и заметно изгибается вверх.
Окраска меха: сверху коричневая (от светло- до тёмно-бурого), снизу светлая, серебристая. Подпушь — пепельно-голубая. Различие окраски верхней и нижней части тела с возрастом увеличивается (так, выдрята покрыты шелковистой тёмно-коричневой шёрсткой). Особи, живущие вблизи моря, окрашены темнее. Мех очень густой и ровный, мех на туловище более густой, чем на остальной части тела (к примеру, на спине на 1 см² приходится 35 тыс. волос, а на брюхе — 50 тыс. волос). Остевые волосы грубые, но подпушь очень густая и гораздо более плотная, нежная, шелковистая и обладает отблеском. На спине на один остевой волос приходится 155 пуховых, а на брюхе — 120 пуховых. Длина волос на спине составляет 18-24 мм у остевых волос и 15 мм у пуховых; на брюхе же — соответственно 17-21 мм и 11 мм. Высокая плотность подшёрстка делает мех водонепроницаемым и прекрасно изолирует тело животного, защищая его от переохлаждения. Однако во время нахождения в воде более часа намокает и подшёрсток (что грозит переохлаждением и простудным заболеванием для животного), из-за чего выдре после этого приходиться обтираться и сушиться на специальных лёжках, поверхностью которых может служить сухой песок, трава, торф, грунт с большим количеством перегноя, высохшие листья и т. п. Исследования ряда авторов показали, что выдры тратят на уход со своим мехом от 4 до 8 % времени суток, что указывает на его исключительную важность. Линяют выдры раз в год, линька растянута по срокам, и протекает постепенно с марта-апреля по ноябрь-декабрь.
По земле и льду быстро бегает, но быстро утомляется, в то же время в рыхлом снегу выдра сильно вязнет. Выдра может залезать на наклонённые деревья.
Выдры — хоть и молчаливые, но довольно общительные животные, они обладают широким диапазоном издаваемых звуков: чаще всего можно услышать короткий, не более секунды, писк (могущий быть слышен на расстоянии нескольких сотен метров) — так выдры зовут сородичей (например, матери своих детёнышей (и наоборот), или ища партнёра для спаривания); также, общаясь между собой, они гукают, верещат и тявкают, во время игры или от удовольствия, а также прогоняя чужаков — стрекочут, во время драки — громко кричат, а испугавшись или реагируя на потенциальную опасность, шипят и фыркают. Готовясь к нападению, издают длинный и пронзительный вой, напоминающий мяуканье кошки, в основном так делают детёныши, но также и взрослые особи. Этот вой иногда может чередоваться с шипением или свистами. Приручённые человеком выдры могут выть специально для того, чтобы их покормили, и шипеть на незнакомых людей.
Глаза выдры способны хорошо воспринимать цвет (например, выдры могут отличать серый от белого; различать зелёный, голубой и красный), а также форму объектов. В частности, проводившиеся эксперименты показали, что выдры способны отличать треугольные объекты от круглых.
У выдры очень большие по относительной массе сердце, почки, печень и лёгкие; притом относительная масса даже больше, чем у таких крупных представителей куньих, как барсук и росомаха. Это позволяет выдре находиться под водой продолжительное время.

## Распространение
Самый распространённый представитель подсемейства выдровых. Встречается на обширном пространстве, охватывающем почти всю Европу (кроме Нидерландов и Швейцарии; а также ряда островов — Кипра, Крита, Сардинии, Корсики и Балеарских островов), Азию (кроме Аравийского полуострова) и запад северной Африки. Во многих местах, где выдры вымерли или составляют низкий процент популяций, они были реинтродуцированы. В России встречается повсеместно, в том числе на Крайнем Севере: в Магаданской области и на Чукотке, а также доходя до Баренцева моря, населяя прибрежные острова.
На 2012 год в мире популяция выдр насчитывала 80 000 особей, что составляет лишь пятую часть от общей численности вида в середине XVIII в. Стабильные популяции выдр встречаются в Великобритании (прирост и стабилизация популяции отмечается около 35 лет), Дании, Франции, Германии, Словакии, Италии, Испании, Португалии, Швеции и на северо-западе Греции, включая остров Корфу. В Италии на данный момент популяция выдр восстанавливается. В Болгарии 1980-х годов согласно расчётам вероятных индивидуальных участков, анкетированию хозкомбинатов, поступлению шкур и среднегодовому приросту, во время весны насчитывалось около 1000—1400 выдр, что в 3-5 раз меньше, чем в начале XX века, но больше, чем в 1950—1960-х годах. В естественных местообитаниях численность выдры сократилась, но в искусственных водоёмах — микроводохранилищах и рыборазводнях, напротив, наблюдался прирост численности и плотности распространения. В БССР в 1980-х популяция выдр насчитывала 12 тысяч особей, но к началу 1990-х она снизилась до 7 тысячи особей. Среди причин снижения популяции — распространение браконьерства, и «помогающие» ему относительно мягкие зимы без снега и мороза, облегчающие браконьерам незаконную охоту на них.

### Систематика
Географическая изменчивость слабо выражена (по крайней мере, на территории бывшего СССР). С севера на юг ареала наблюдается уменьшение размеров особей и осветление окраса. Вид насчитывает от семи до 28 подвидов, из них в России обитает шесть (Lutra lutra lutra на территории европейской части и Урала и пять подвидов на территории Сибири и Дальнего Востока). По другим данным, на территории бывшего СССР обитают три подвида, два из них в России:
- Lutra lutra lutra L., 1758 — Северная речная выдра — номинативный подвид, обитает по всей России;
- Lutra lutra meridionalis Ognev, 1931 — Кавказская речная выдра — на территории России водится на Большом Кавказе.

Японская выдра (Lutra nippon) ранее часто рассматривалась как подвид обыкновенной, но последние исследования свидетельствуют о её видовой самостоятельности. В 2012 году японскую выдру признали вымершей (в последний раз особей этого вида видели в 1979 году на острове Сикоку); в феврале 2017 года фотоловушка на острове Цусима зафиксировала передвижения выдр, а дальнейшие поиски подтвердили их присутствие в виде следов и помёта. Дальнейшие исследования показали, что это не представители реликтовой популяции японской выдры, а обыкновенные выдры, заплывшие сюда с территории Южной Кореи, где выдра находится под угрозой исчезновения.

## Образ жизни и питание

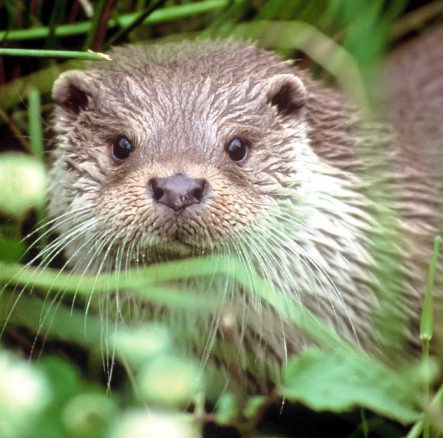
Выдра (Ханкенсбюттель, Германия)

Выдра ведёт полуводный образ жизни, плавая, ныряя и добывая себе пищу в воде (при необходимости может находиться под водой до 2 минут, а по другим данным — до 4 минут; а в случае опасности, при определённом напряжении своего организма — ещё дольше). Под водой она может проплыть до 100 м. Как правило, в период активности выдра проводит 10-15 минут в воде, добывая пищу, а затем — 15-30 минут на берегу, высушивая и расчёсывая свой мех. Нередко выдра охотится в воде на протяжении 1-1,5 часов без длительного ухода за волосяным покровом, однако периодически вылезает на сушу, где бродит по тропам, обтирается, лёжа на спине, и отряхивается. Активна выдра преимущественно ночью и в сумерках, чаще всего поздним вечером и ранним утром, отдыхая в середине ночи и светлое время суток; но на Кольском полуострове активна круглый год. Выдра пуглива, ведёт скрытный образ жизни, но в то же время любопытна, обладает игривым характером. Из игр выдра предпочитает кувыркаться, скатываться по льду и снегу, а также играться в воде. Выдра, плывущая в кромке воды, легко распознаётся по торчащей морде, иногда хвосту и задней части спины.
Обитает преимущественно в лесных реках, богатых рыбой, реже — в озёрах и старицах, в безлесных местностях живёт в озёрах и реках, покрытых тростником. Может жить и в искусственных водоёмах — прудах, каналах и водохранилищах. Встречается на морском побережье близ речных дельт, а также в горных массивах (Тибет, Альпы) доходя до высоту 2800 м. Может жить и вблизи человека, так, ранее выдр замечали даже в крупных городах, таких как Берлин и Санкт-Петербург. Даже сейчас выдры, в местах, где мало преследуются, не избегает близости людей, и, в частности, селится близ населённых пунктов, включая крупные города (так иногда она может заплывать в городскую черту Минска по Свислочи). Предпочитает полноводные, быстротекущие реки с омутами, с не замерзающими зимой быстринами и полыньями, с подмытыми водой и захламлёнными буреломом (либо же каменистыми) берегами, где много надёжных убежищ и мест для устройства нор. В средних и крупных реках плотность населения популяции выдр составляет в среднем 3-4 особи на 10 км водопотока. При наличии в пойме таких водоёмов, как старицы, озёра, ручьи, каналы и устья небольших рек, а также при обросших и захламлённых берегах плотность выше. В местах, где её преследуют, в частности, на территориях охотопользования, плотность гораздо ниже: она составляет в среднем 1,3-2,5 особи на 10 км водопотока. В реках выдры живут постоянно, а в водоёмах со стоячей водой — только в безледный период, поскольку во время ледостава у выдры доступа к воде нет. Постоянным жилищем выдры служит вырытая ей нора. Входные отверстия нор (в количестве одной-трёх) открываются под водой. Длина норы — 1,5-2 м, диаметр — около 20 см. Гнездовая камера (шириной 20-50 см и высотой 25-60 см), как правило, выстлана травой, а вверху присутствует вентиляционное отверстие. Впрочем, передние лапы из-за своего строения (как уже упоминалось выше, с подвижными суставами и тонкими лапами) мало приспособлены для рытья, поэтому собственно роет выдра нечасто. Иногда устраивает свои логова в пещерах, вымоинах между корнями растущих на берегах деревьев или же сооружает жилище наподобие гнезда в зарослях у воды. Кроме того, выдры могут проживать в заброшенных или во всё ещё редко используемых бобровых постройках, не причиняя бобрам вреда и спокойно уживаясь с ними. Между бобрами и выдрами могут возникать конфликты, в ходе которых они нападают друг на друга. Иногда выдры выживают бобров из нор и хаток. С европейской норкой отношения нейтральные ввиду разности освоенных ими биотопов (в отличие от выдр, европейские норки обитают в мелководных речках и ручьях) и не особой многочисленности в основных местообитаниях выдры. В то же время акклиматизированная американская норка нередко конкурирует с выдрой. Одним из главных условий местообитания выдры является чистота и прозрачность воды в водоёме, а также проистекающее из этого обилие рыбы — её кормовой базы.
Выдры ведут оседлый образ жизни и являются территориальными животными, охраняющими свои участки обитания (которые могут быть как и индивидуальными, так и семейными). Метится участок чаще всего экскрементами, мочой и выделениями прианальных желез, для маркировки выбираются хорошо видимые места вроде коряг или больших камней на берегу или посередине русла. Охотничьи угодья одной выдры летом составляют участок реки длиной от 2 до 18 км и примерно на 100 м вглубь прибрежной зоны, хотя чаще всего выдры предпочитают мелководные участки глубиной до 3 м. Чем более благоприятными являются условия обитания для выдры, тем больше её участок. Особенно большими являются участки, принадлежащие семьям с проживающим в них отцом. В участке выдры есть тропы, обеспечивающие безопасное и удобное передвижение при его обследовании. На берег из воды выдры чаще всего выходят в определённых местах своего участка. Зимой, при истощении запасов рыбы и по мере замерзания полыней, выдра вынуждена кочевать, иногда напрямик пересекая высокие водоразделы. Со склонов выдра спускается, скатываясь на брюхе и оставляя характерный след в виде желоба. Скатываться выдра может и в развлекательных целях, существуют специальные т.н. «катальные горки», используемые животными для игр на протяжении десятков лет. По льду и снегу она проходит в сутки иногда по 15–20 км. Выдра использует два «стиля» плавания: при медленном плавании выдра перебирает, загребает своими лапами, а при быстром она извивается своими туловищем и хвостом, прижав лапы к телу. Как правило, в воде выдра плавает со скоростью 2-5 км/ч, во время поиска пищи скорость составляет 26 см/с, а максимальная скорость составляет 1-3 м/с. Передвигаясь по суше обычным шагом, выдра достигает скорости 3 км/ч, а прыжками — 8 км/ч. В случае опасности, выдра убегает со скоростью 13 км/ч. По суше выдра передвигается чаще прыжками, реже — шагом. Длина прыжка составляет от 60 до 80 см. Длина отпечатка передней лапы — 4-6 см, задней — 8-13,5 см у взрослых самцов и 6,5-12 у взрослых самок. Подобные различия в размерах возникают из-за того, что пяточные мозоли задних лап пропечатываются полностью, в то время как у передних — только передняя их часть.

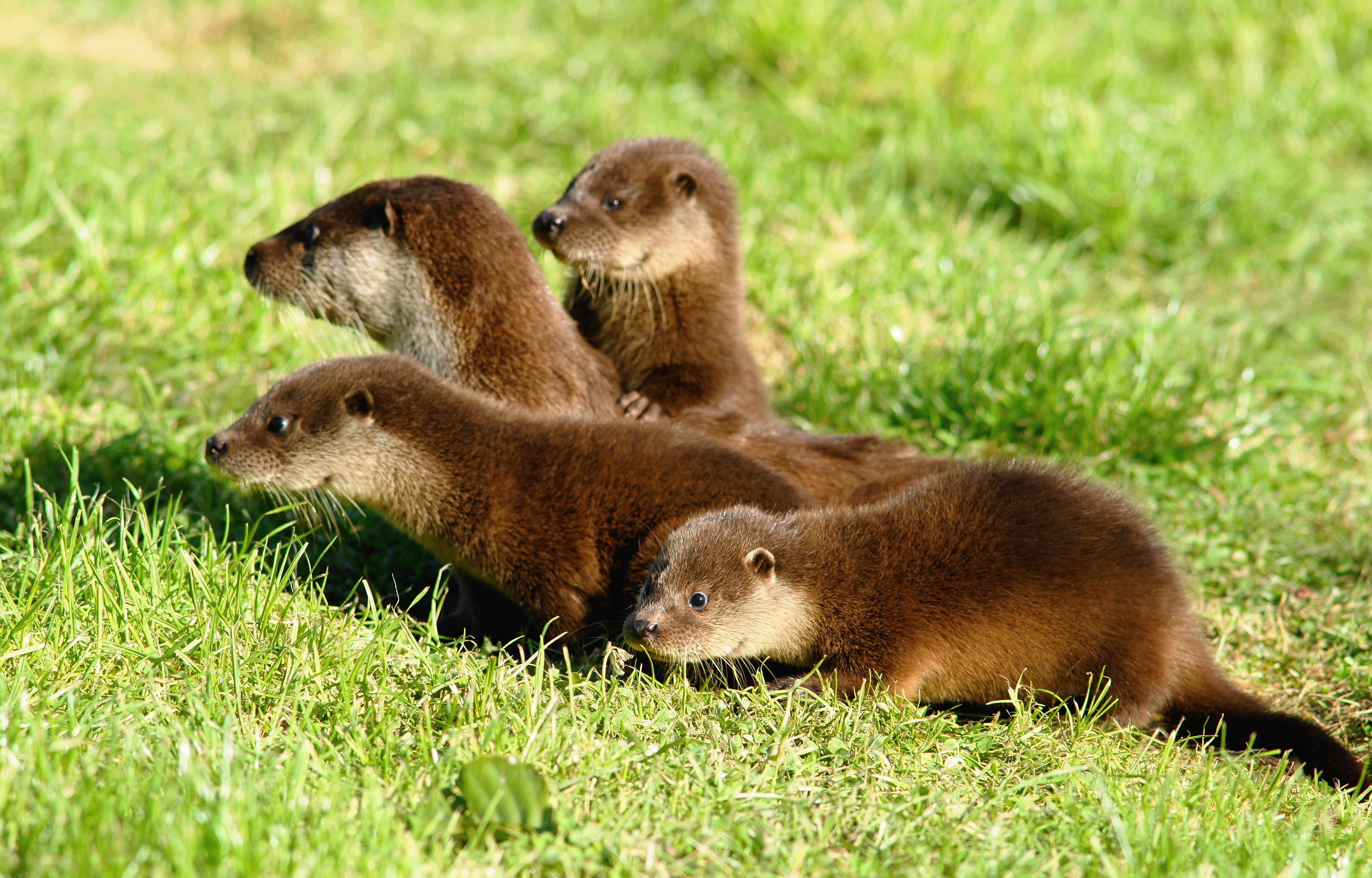
Выдрята

Питается преимущественно мелкой и средней рыбой (сазаном, щукой, форелью, плотвой, окунем, лещом, бычками, хариусом и др., иногда ловит крупную рыбу весом до 5 кг, которую поедает в течение нескольких дней, отнеся в укромное место на берегу; в то же время как мелкую рыба поедает на месте). В одной только Беларуси выдра употребляет в пищу 30 видов рыб (в среднем 33% окунёвых, 29% карповых и 20% щуковых). Существенную долю в рационе составляет рыба во время нереста, что обусловлено простотой её добычи. Интересно, что на малоподвижную, но способную к быстрому передвижению рыбу (налим, щука, форель и т. п.) выдра нападет внезапно; а на других, особенно косяковых/стайных она охотится, преследуя их. Охотно поедает выдра и речных моллюсков, например раков (речной рак составляет в среднем 7% от рациона выдр в речных водоёмах, но порой может составлять и больше половины), и личинок ручейников. Летом также ловит водяных полёвок и других грызунов, лягушек и ящериц (зимой рацион выдры включает лишь лягушек и немногие виды рыб); местами систематически охотится на куликов и уток, доля птиц в рационе возрастает в тёплое время года. В Западной Сибири нередко добычей выдры становится ондатра. В местах сосуществования бобров и выдр последние могут поедать бобрят. Также добычей выдры могут быть зайчата. Кроме того, выдра поедает и угрей. Итого в годовом рационе выдры в расчёте на потреблении сырой массы корма примерно 70-75% составляет рыба, 10-20% — земноводные, а остальные 5-10% — другие корма. Хотя в целом пропорции и характер тех или иных кормов зависит от вида водоёма (так, на рыбоводных прудах до 91% рациона выдры составляют карпы), сезонных изменений (что особенно выражено в небольших речках), обильности и разнообразии кормов и от возраста животного. В неволе, в условиях вольерного содержание кормление выдр осуществляется два раза в день, основа корма — рыбно-мясная. В сутки выдра съедает около килограмма пищи, а по другим данным (вероятно, как и в природе, так и в неволе) — даже до 2 кг. Среднегодовая суточная потребность в обменной энергии составляет 600–900 ккал для самок, и 1200–1800 ккал для самцов. В отличие от норок, выдры лишь иногда делают запасы пищи, а по другим данным, вообще не запасает корм. Выдра добывает исключительно столько рыбы, сколько она в состоянии съесть. Свою добычу выдра хватает и удерживает челюстями, иногда помогая своими передними лапами.
Поскольку внутренние ткани речных видов рыб содержат фермент тиаминазу, разрушающую тиамин (витамин B1) в кормовой смеси, то у выдр, в случае если они не способны обеспечить себя нетиаминазные пищевые ресурсы, в результате этого может развиться авитаминоз тиамина, и как следствие, тиаминазная болезнь. Она, судя по опыту в условиях вольерного содержания, проявляется в снижении аппетита, а при дальнейшем развитии — параличе задних конечностей, судорожном запрокидывании головы, и дёгтеобразном по консистенции кале чёрного цвета.
В качестве «туалета» служат места маркировки территориального участка либо же определённые места на берегах водоёмов, как правило, находящиеся в глубине (видимо, из соображений скрытности). Иногда из грунта выдра может делать небольшой холмик, на который и испражняется. Также «уборные» могут устраиваться на высоких участках бобровых плотин. Для кувырканий выдры также выбирают особые, облюбованные ими места, а также лёжки, где они могут отдохнуть, задремав. Эти места также помечаются.

## Социальная структура и размножение

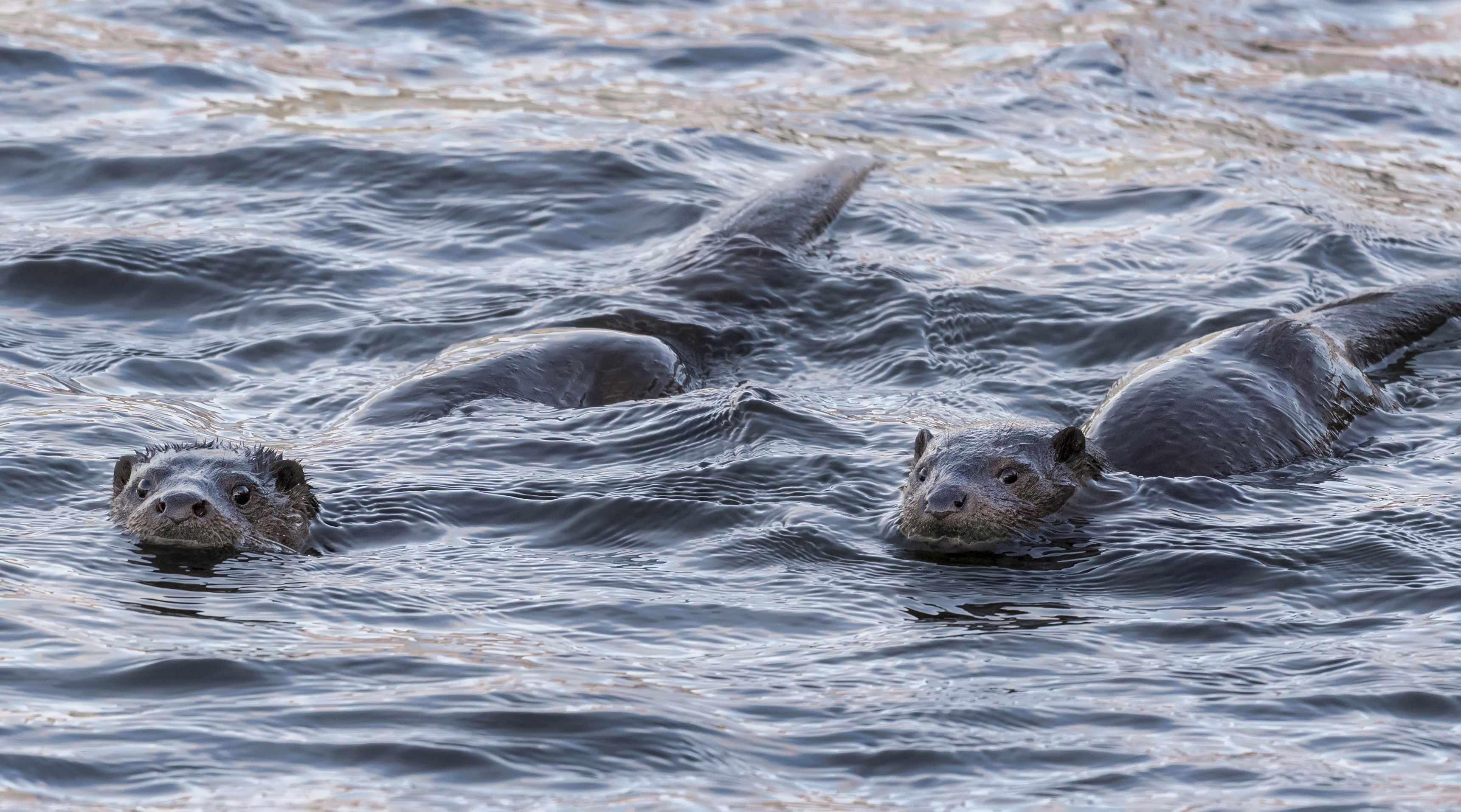
Плывущие выдры

Выдры — обычно одиночные животные, но в то же время образуют семейные группы. Выдры — моногамы, образующие пару на всю жизнь. Сроки периода гона сильно растянуты. Готовность к размножению у половозрелых выдр, по-видимому, проявляется на протяжении большей части года. Спаривание в зависимости от климатических условий происходит весной (в марте-апреле), весной-ранней осенью в Северной Европе, зимой в Южной, либо почти круглый год, как, например, в Англии. В России период гона у выдр проходит в мае-июне, в Сибири — с апреля по октябрь, а на Сахалине — с октября по апрель. В условиях неволи спаривание происходит в период с апреля по сентябрь. Спариваются выдры в воде (это единственный вид куньих в Европе, спаривающийся таким образом), длительность полового акта — 20-30 минут. Во время периода гона выдры наиболее «голосисты»: можно услышать гуканье, писки и взвизгивания. Беременность, как и у многих куньих — с латентным периодом, доходящим до 270 дней (9-12 месяцев); сам период вынашивания составляет всего 61-63 дня, реже — до 74 дней. В неволе беременность длится от 51 до около 70-72 дней после спаривания. В выводке обычно 2-3 или, по другим данным, от одного до четырёх слепых детёнышей (реже — до пяти), чья масса в неволе составляет 70-120 г, а длина тела — 12-20 см. По отношению к детёнышам обычно используется обозначение «выдрёнок» (мн. число — выдрята), также они именуются щенками. На 9-11 дни они прозревают (в неволе глаза открываются на 20 день), по другим данным выдрята прозревают и вовсе на 35 день жизни. К первому месяцу они весят 700-800 г, прорезаются молочные зубы, ко второму месяцу начинают есть жёсткую пищу (лактация завершается до приблизительно 2-2,5 месяцев жизни выдрят) и учатся охотиться (в это же время они начинают пищать, в том числе из-за страха перед водой), ко второму-третьему месяцу жизни выходят из норы вместе с матерью, уверенно плавая и ныряя, а к пяти-шести месяцам выращивание молодняка заканчивается, и уже взрослые особи начинают искать свой собственный участок. Как правило, молодняк начинает жить самостоятельно осенью, однако в северных районах молодняк покидает родителей даже зимой. Таким образом, выводок распадается на 1-1,5 году жизни детёнышей. Детёнышей находили с июня по декабрь. До половой зрелости выдрята очень привязаны к своей матери, и долго обучаются взрослому образу жизни, например, коллективной охоте, когда одни гонят рыбу, а другие — сидят в засаде.
Взросление выдр завершается к 9-12 месяцам, но половая зрелость наступает лишь на втором или третьем году жизни. В неволе половая зрелость наступает в возрасте 21 месяца. Ввиду поздних сроков распада выводка взрослые самки участвуют в размножении раз в два года.
Каждая выдра имеет собственную территорию, участки самцов больше, чем территории самок (именно размножающиеся самки держат первенство в освоении территории), территории особей разных полов изредка пересекаются. Территория метится экскрементами. Самки ведут более оседлый образ жизни, матери с выводком осваивают лучшие кормовые участки ради вывода и кормления потомства. Самцы же и «холостые» самки как правило осваивают периферийные, отдалённые участки водотоков. Эти факторы приводят к тому, что в капканы охотников чаще попадаются самки, нежели самцы. Меньше всего «везёт» выдрам-подросткам из распавшихся выводков, которые вынуждены занимать любые свободные участки воды (чаще всего мелиоративные каналы с небольшими участками реки), даже с плохими экологическими условиями. Самцы взаимодействуют между собой агрессивно, с драками и бегством проигравшего в схватке, так как доминирующим самцам достаются лучшие угодья (существует предположение, что доминирующие самцы вторгаются на территории «бета-самцов», присваивая их себе), мелкие самцы предпочитают избегать контакты с более крупными. После смерти более слабых самцов их территории достаются более сильным. В то же время выдры-самки контактируют между собой спокойно и демонстрируют игривое поведение. Участие самца-отца в семейной жизни довольно противоречиво. С одной стороны, после спаривания самец может быстро покинуть покрытую им самку и отправиться на поиск другой. С другой же стороны, он может держаться с самками по нескольку месяцев и затем поселиться на соседнем участке. Иногда выдриная семья, вместе с родителями и детёнышами могут занимать большой, экологически ёмкий, территориальный участок (и, в частности, можно заметить самца вместе с выдрятами и матерью-самкой). По некоторым данным, в воспитании потомства принимает участие не только мать, но и отец.
Взаимодействие самок и самцов различается от дружеских игр до избегания и занятия оборонительных позиций, доходит до того, что самки с выдрятами покидают территорию отца. Самки-матери ведут себя агрессивно по отношению к самцам, защищая своих детёнышей. В то же время выдры-самки хорошо принимают и чужих щенков.
Интересно, что у 10 % процентов выдрят, выросших в вольерных условиях, присутствует страх при внезапном попадании в воду. В этом случае они, плавая «по-собачьи», в панике отчаянно стараются выбраться из воды.
Продолжительность жизни выдры составляет 6-11 лет, в неволе доживают и до 15 лет. Естественных врагов у выдры очень мало, изредка она может стать случайной добычей более крупных хищников, таких, как росомаха, волк и медведи. Зачастую выдры погибают в результате деятельности человека, в том числе и браконьерской охоты. Также выдры умирают, попадая в установленные на рыбу рыболовные снасти (вентеря, жаки и морды).

## Генетика
В кариотипе присутствует 38 хромосом.

## Хозяйственное значение

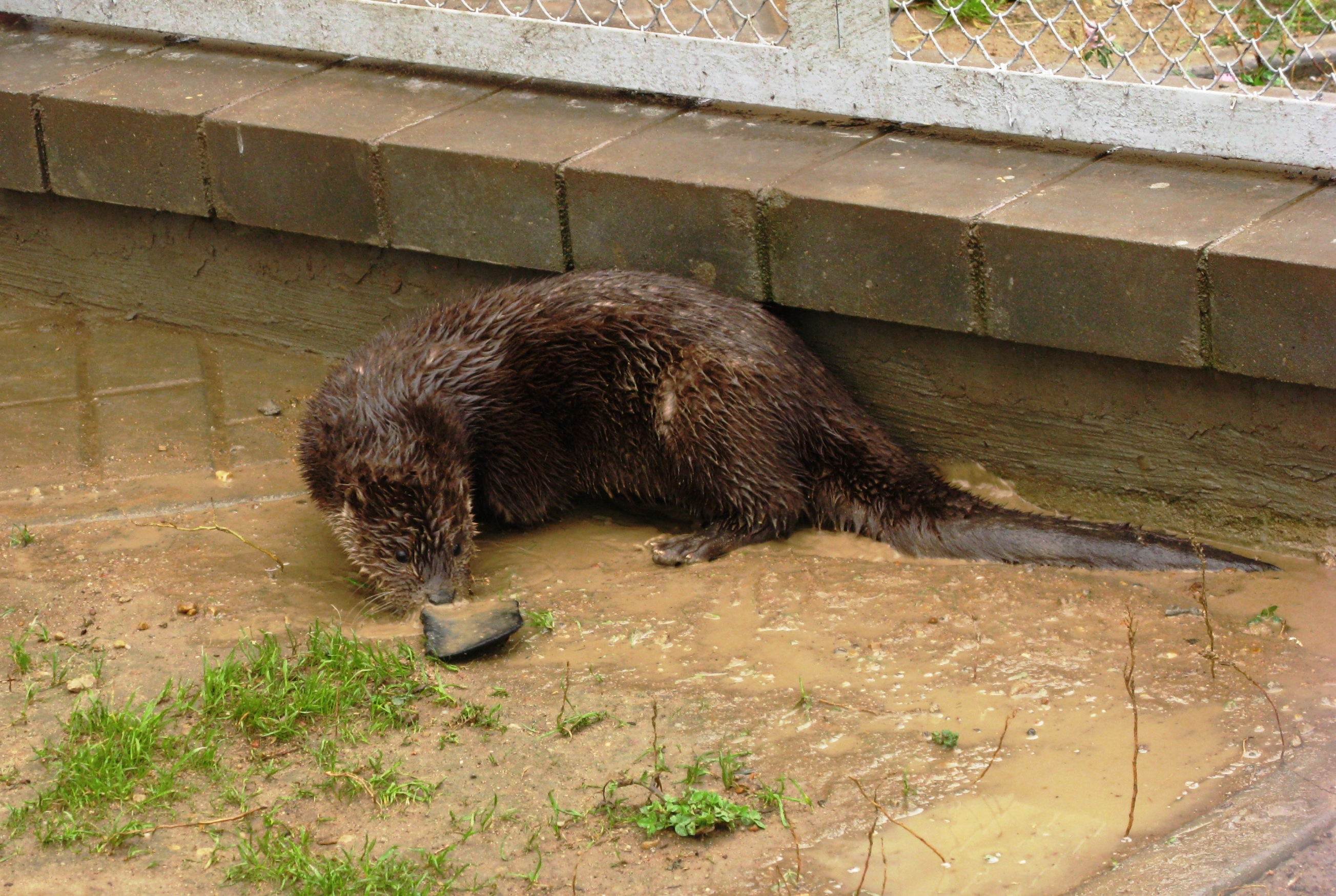
Самец выдры в Гродненском зоопарке

Мех выдры очень красив и прочен, а потому очень ценный. Его носкость в пушном деле принимается за 100%. В процессе обработки грубые остевые волосы полностью выщипывают, и остаётся короткая, густая, нежная подпушь. На Руси мех выдры относился к т.н. «красной пушнине», к которой также относились мех лесной куницы. По теплозащитным свойствам мех выдры относится к 3-й категории, равно как и мех колонка, белки, норки и кролика. К 1-й категории относятся меха соболя и зайца-беляка, являющиеся самыми тёплыми из всех. В царской России, согласно Энциклопедии Брокгауза и Евфрона, выдриный мех шёл на муфты, меховые воротники и шапки, из волос делали кисти. В СССР мех выдры шёл главным образом на меховые шапки и меховые воротники; довольно редко из меха выдр изготовляли манто и полупальто. В Великобритании на рубеже XIX-XX веков мех выдры шёл на поддельные бобровые шляпы (также под бобра использовались мех выхухоли, и некоторых других небольших американских пушных зверей). Кроме того, мех выдры шёл на подбивку лыж. Мясо выдры вполне съедобно.
Из-за ценного меха выдра интенсивно добывалась практически во все времена. Охота на выдру производится преимущественно с помощью капканов, реже — с ружьём. В СССР с 1946 года, после введения лицензионной системы добычи особо ценных пушных зверей, выдра была включена в данный перечень, ввиду чего охота на неё разрешалась только по лицензии. Эта мера способствовала сохранению и даже восстановлению популяции выдры на территории Союза. Для охоты на выдр в Англии была выведена специальная порода гончих собак — оттерхаунд.
Ранее выдра считалась вредителем, якобы наносящим ущерб рыбным хозяйствам. Особую опасность, как считалось, выдра представляет для нагульных прудов и рыбных садков. Однако в последнее время роль выдры в водной экосистеме была пересмотрена. Было выяснено, что выдра уничтожает больных и старых рыб, тем самым «оздоровляя» рыбную популяцию водоёма. Таким образом уловы рыбы возрастают, а икра промысловых видов рыб не поедается мелкими рыбёшками, непригодными для промысла.
Выдры хорошо приручаются, особенно молодые особи. Однако в качестве домашних питомцев выдры не подходят, поскольку они хоть и привязываются к хозяевам как ко своим родителям, они зависимы от общения, поэтому не могут переносить одиночества, что грозит серьёзными психологическими проблемами у них. Кроме того, они доставляют довольно много неудобств: так, в отличие от домашних хорьков, выдры, будучи довольно пугливыми, часто испытывают агрессию из-за страха, в частности, могут очень больно укусить. Для содержания в неволе решающим является фактор стрессоустойчивости особей к человеку и дальнейший отбор на основе этого. Приручённые человеком выдры непригодны для выпуска в дикую природу.

## Статус популяции и охрана
Численность популяции выдр сократилась из-за охоты (выдры бесконтрольно истреблялись из-за ценного меха), загрязнения водоёмов (приведшим к сокращению численности рыбы и соответственно питающихся ими выдр) и применение в сельском хозяйстве пестицидов. Также негативное антропогенное воздействие на популяцию выдр оказывает вырубка лесов, являющихся водоохранным комплексом (так, если за 5-10 лет одновременно вырубаются 5-10 тысяч га лесов, то за последующие 35-40 лет резко падает меженный сток рек, а в засушливые годы и вовсе наступает катастрофическое маловодье). В 2000 году обыкновенная выдра была внесена в красный список Всемирного союза охраны природы (IUCN) как «уязвимый» (vulnerable) вид.
В России в промежуток с 2001 по 2005 годы популяция выдры в среднем составляла около 60 тысяч особей. Вид занесён в Красную книгу Свердловской, Московской, Самарской, Мурманской, Саратовской, Ростовской (хотя, судя по всему, популяция восстанавливается) и Белгородской областей (занесён номинативный подвид — северная выдра (L. lutra lutra)), Татарстана, Башкортостана, Мордовии (постоянно отмечается в водоёмах Мордовского заповедника, на Пуште и в некоторых лесных озёрах; спорадически — в бассейнах Мокши, Вада, Суры, Алатыря и их притоков) и Санкт-Петербурга. В Красную книгу также занесён подвид кавказская речная выдра, обитающий на Западном Кавказе (Краснодарский край). Начиная с 2024 года за незаконный отстрел одной особи выдры полагается штраф размером в 15 тысяч рублей (аналогичная сумма взыскивается за незаконный отстрел соболя и росомахи); в то же время, отстрел краснокнижной кавказской выдры карается штрафом в 40 тысяч рублей (как и за отстрел кавказской европейской норки, также внесённой в Красную книгу России).
В 1985 году выдра была занесена в Красную книгу Болгарии как уязвимый вид, а в 1986 году она была полностью поставлена под охрану.

## В культуре

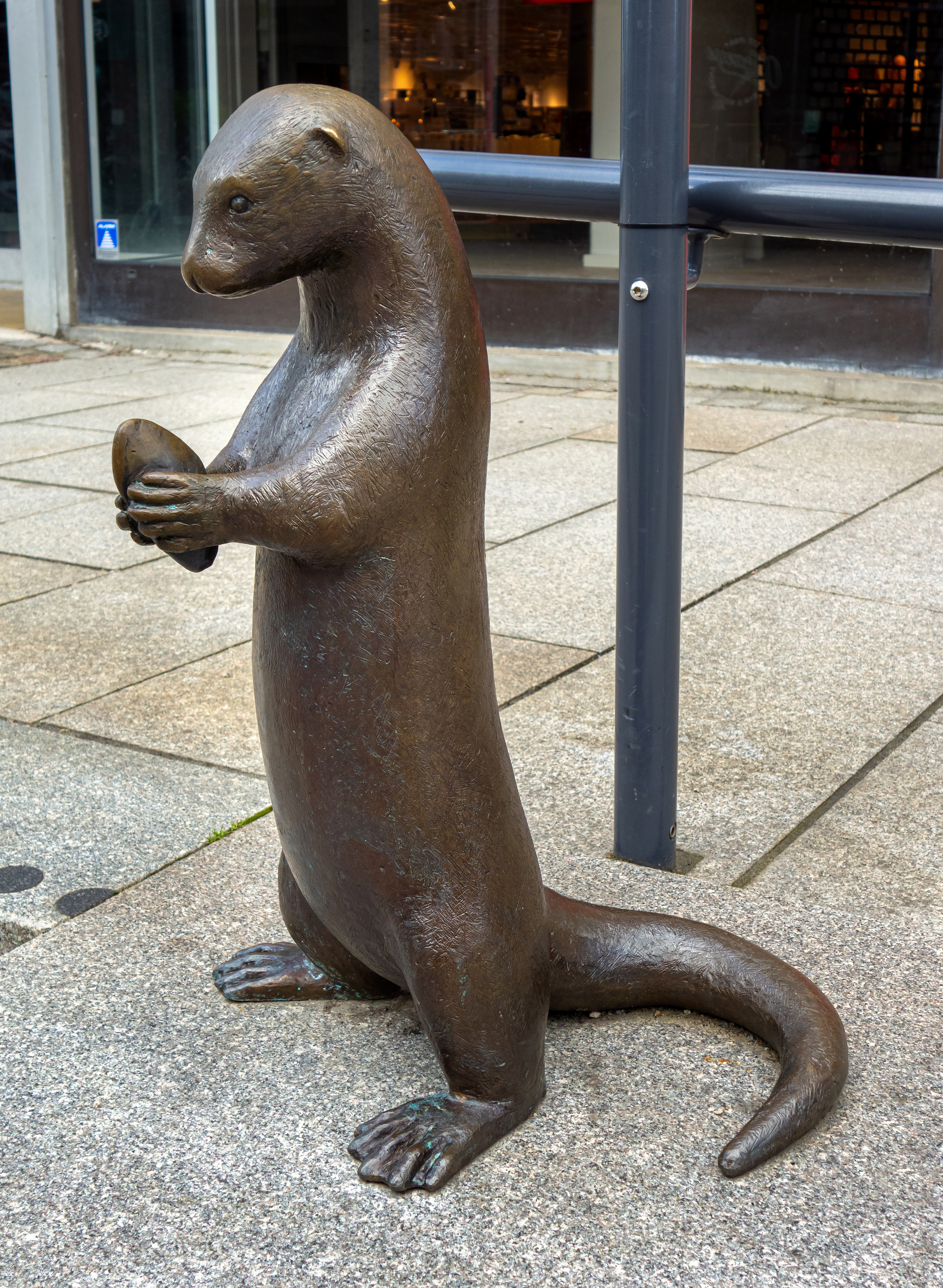
Фрагмент скульптурной группы «Семья выдр» (Utterfamiljen) в Уддевалле (Швеция)

В культуре образ выдры тесно связан с водой. Поскольку по представлениям славян куньи (в число которых входит и выдра) являются хтоническими животными, то есть связанными с землёй, и близкородственными «гадам» — рептилиям и земноводным, то в некоторых славянских фольклорных сюжетах выдра выступает в паре со змеёй. У славян выдра — женский персонаж, в то время как у народов Западной Европы (германских и романских) — мужской.

### Мифология и фольклор
- Поскольку выдра в славянских мифологии и фольклоре является женским персонажем, то «парными» к ней мужскими персонажами также являются пушные звери, например, бобёр[96]. Так, в некоторых белорусских свадебных песнях выдра олицетворяет невесту, в то время как олицетворением жениха является бобёр[97]. В русской народной хороводной песне, записанной в Тотемском уезде по Кокшеньге (по всей вероятности, в деревне Рыкаловской, ныне Тарногский район Вологодской области) главной героиней является выдра, выплывшая на берег, и, встретив бобра, просит дать ему пух на моленную одежду:

Плыла, плыла выдра,

Выплывала выдра

Из озёр да в ручья.

Ещо стритила выдра.

Самово черна бобра.

Бобер, продай пуху,

Мне пушок на шапку.

Шапочку сошити,

Рукавки скроити

К обедне сходити.

За царя Бога молити,

За весь мир крещёный; —

Будет мир покорен,

Будет богомолен.

Молодёц удалой,

Во кружок пожалой

Пожалой послушай.
— М. Едемский. Вечерованье и городки (хороводы), в Кокшеньге Тотемского уезда. // Этнографическое обозрение. — М., 1902. — № 4. — С. 471.
- Выдра является одним из персонажей македонской загадки про водяную мельницу[94]:

Уж играет, выдра пляшет, а сам царь казну (сокровища) считает.
Оригинальный текст (макед.)Смок свирит, видра играт, сам царот азно броит.

- Македонская загадка про ткацкий челнок: «Выдра пляшет (скачет) по озеру, озеро свертывается» (макед. Видра играт по езеро, езеро се засирваше)[98].
- В славянских народных поверьях словом «выдра» может обозначаться фантастическое существо. Так, у нижних лужичан выдра (н.-луж. hudra) — водяная или русалка, по ночам выходящая на сушу, завлекающая молодого парня, и затем вступающая в брачную связь, но исчезающая сразу после первой же брачной ночи. По другим рассказам, она плывёт с парнем по реке в одной лодке и заливает его водой[95].
- Среди ирландцев бытуют предания о криптиде довар-ху, представляющем собой гигантскую речную выдру белого окраса (за исключением чёрных кончиков ушей и чёрного крестообразного пятна на спине), и порой нападающем на людей.
- В одной марийской легенде говорится, что однажды некий шаман провёл ритуал, посвящённый восхвалению священной выдры Комино, после чего местным жителям было запрещено охотиться на животных. Однако охотник Сайгелде нарушил запрет шамана и во время охоты случайно запутался в собственной верёвке и повис на дереве. После того, как Сайгелде осознал неправильность своего поступка и раскаялся, выдра спасла его. Легенда в обработке марийского писателя Василия Юксерна легла в основу мультфильма «Комино» 1990 года.
- Среди многочисленных духов-матерей промысловых зверей из карело-финской мифологии, от которых зависела удача в охоте, были и духи-покровительницы выдр: Йоулетар и Хиллерво[99].
- Французская народная сказка «Волк, лиса и выдра», записанная в области Лимузен, рассказывает о том, как упомянутые в заглавии персонажи купили, а затем вырастили и наконец закололи поросёнка, после чего начали делить тушу. Выдра отметила, что она очень грязная, и из-за этого её надо отмыть. Когда волк с лисой окунули свиную тушу в ближайший пруд, выдра, подплыв к ней под водой, утащила её и съела на берегу. Данная сказка выходила на русском в сборнике «Галльский петух рассказывает» в пересказе В. Сусловой.
- Отр — персонаж германо-скандинавской мифологии (в некоторых источниках — карлик-дверг), обладавший способностью превращаться в выдру, за что и получил своё имя (др.-сканд. Otr — буквально выдра). Он был убит Локи, когда тот в облике выдры поймал лосося[100].
- Каваусо — выдра-ёкай в японской мифологии, способный к оборотничеству.
- Японская народная сказка «Лиса и выдра» ( (яп. きつねとかわうそ кицунэ то каваусо)) — её сюжет схож с русской народной сказкой «Лиса и волк» с той лишь разницей, что лиса опускает хвост в прорубь для ловли рыбы, и на это её надоумила выдра. Пересказ сказки на английский язык за авторством Гарольда Баллаха (англ. Harold Ballagh) был опубликован в 1901 году в американском детском журнале «Little Folks»[101]. Сказка была экранизирована дважды в качестве выпусков аниме-сериалов, гифка из серии по мотивам сказки из сериала «Рисованные японские сказки» стала в 2009 году мемом[102].
- В представлениях селькупов выдра является хозяйкой воды и подземного мира. В свою очередь у эвенков была одним из множества шаманских духов-помощников, а у эвенкского рода Куркагир выдра считалась священным животным, и охота была на неё запрещена[103].
- В житии святого Кутберта описывается, как к нему однажды после ночной молитвы в море, к нему подплыли две выдры, и стали вытираться об его ноги и затем сушиться на них.
- В средневековых западноевропейских бестиариях выдре, ныряющей в воду за рыбой, уподоблялся Христос, спустившийся во ад ради спасения грешников. Также в них упоминается миф, что выдры будто бы намазываются грязью и таким образом проникают внутрь крокодилов и съедают их изнутри. Данный миф также имел христианский подтекст: поскольку крокодил считался животным-олицетворением Дьявола, то выдра также символизировала Христа, совершившего победу над Сатаной, также он мог толковаться и как вышеприведённая метафора сошествия во ад Христа. Подобный миф был зафиксирован и в древнерусских азбуковниках, повлияв на возникновение мифологического Индрика-зверя (поскольку выдра в славянских списках византийского трактата «Физиолог» называлась «енудром» (варваризм греч. ἐνύδριος, ἔνυδρις))[104][105][106].
- Средневековое же представление о том, что во время охоты на бобра тот будто бы откусывает свои тестикулы с содержащейся в них бобровой струёй ради сохранения жизни, у южных славян перенеслось на самца выдры[107].
- Корейская народная сказка — выдра с острова Чеджудо, после того, как пруд у подножья горы Халласан, где она жила, высох, переселяется на материк, в конце концов обосновываясь у подножья хребта Кымгансан, где было много рыбы и где было достаточно тихо, чтобы она не могла беспокоиться за свою жизнь. Но однажды выдра вдруг услыхала рёв тигра (в корейских сказках часто выступающего в роли злодея), а затем показался и он сам. Выдра испугалась, но всё-таки придумала, как отвадить амбу: спрятавшись за скалу, она стала громко, во весь голос кричать, что с тигром говорит повелитель леса, и всякий, кто посмел на него рычать, будет тотчас съеден. Затем выдра стала кричать, что это говорит посланник повелителя Неба, посланный за тем, чтобы поймать тигра и привести ко двору. Перепуганный тигр спросил, зачем он понадобился небесным силам, на что выдра ответила громким ударом палкой по скале, и прямо на нос тигра посыпались щепки. Тигр пускается наутёк, но тут его настигает заяц и спрашивает, что случилось. Услышав его историю, заяц предлагает свою помощь, и для надёжности привязывает свой тогда ещё длинный хвост. Однако и с зайцем переговоры тигра и выдры оказываются безуспешными: выдра грозится, что отец и дедушка зайца должны были принести в дар повелителю Неба 30 шкур, но принесли лишь 29, и что она сейчас возьмёт шкуру тигра за тридцатую, а самого съест. Тигр, несмотря на уговоры зайца, вновь сверкает пятками, отрывая заячий хвост. Так выдра окончательно зажила тихо и мирно, а у зайцев с тех пор куцый хвост[108].
- В серии индонезийских народных сказок об оленьке-канчиле есть история о том, как главный герой случайно затоптал насмерть маленького выдрёнка. Канчиль объясняет разгневанной матери, что боялся попасть в паутину. Паук, в свою очередь, объясняет выдре, что канчиль врёт, поскольку паук прядёт свои сети над небом, а канчиль только бегает по земле. Кроме того, паук говорит, что паутина предназначена для ловли ястреба, который своим полётом жутко раздражает паука. Ястреб же говорит, что летает, будто танцуя под кваканье лягушки, звучащее для него как музыка, лягушка же замечает, что квакает, потому что улитка, таская свой дом-раковину, будто приплясывает, а по словам лягушки, «плясать без музыки не годится». Улитка говорит выдре, что вынуждена таскать свой дом из-за того, что светлячок, несущий огонь, может поджечь улиткин дом. Светлячок же говорит, что разгуливает с огнём, потому что живёт в норке на крутом берегу реки, и боится, что из-за того, что краб подкапывает под его жилище, оно может быть подтоплено водой. Краб, в свою очередь, говорит, что подкапывает под норку светлячка из-за того, что злится на креветку, несущую свой помёт на голове. Та в свою очередь говорит, что ни в чём не виновата, и что краб обвиняет её безосновательно. После того, как выдра несколько раз прямо сказала об этом крабу, который ничего не отвечал, она съела его. После этого выдра примирилась с нечаянно убившем её детёныша канчилем[109].
- Индийская джатака «Сварливые выдры»[110] (пали Dabbapuppha Jаtaka — «Джатака о шакале») повествует о том, как две выдры по имени Анутирачари (Мелконырка) и Гамбхирачари (Глубоконырка), поймав большую рыбу, не сумели её поделить, и позвали проходившего мимо шакала Майави (Обманщик) рассудить их. Майави заявил, что Гамбхирачари достаётся голова, а Анутирачари — хвост, а середину, самая сытная часть, забирает он сам, поскольку он привержен дхарме. Объясняя жене, как ему удалось добыть рыбу, шакал читает следующий стих, служащий моралью джатаки[111]:

Сильного распри силы лишают,

В распрях богатства теряются,

Занятых распрею выдр обманув,

Лакомлюсь я свежей рыбою!

### Кино
- «Круг чистой воды[англ.]» — британский драматический фильм 1969 г.

### Мультипликация
- «Отважная Лифи» (Южная Корея, 2011 г.) — самец выдры помогает главной героине, сбежавшей из птичника курице Лифи, адаптироваться к жизни в дикой природе.

### Идиоматика
Выдрой в русском языке иносказательно обозначается худая и некрасивая женщина. Даль в своём толковом словаре указывает, что выдрой называли вообще болезненного и исхудалого человека, но особенно женщин. В Тверской губернии выдрами называли детей-плакс (что, видимо, связано с особенностями вокализации животного).

### Ономастика
В документах Московской Руси, датирующихся XVI-XVII вв. зафиксировано прозвище «Выдра», от которого образована фамилия Выдрин, также упоминаемое в документах данного периода. Как и в случае с многими русскими фамилиями, от фамилии Выдрин могло произойти название поселения, основанного её носителями. Относительно достоверным случаем является деревня Выдрино Тотемского района Вологодской области, вполне вероятно, основанная неким человеком по прозвищу Выдра, потомки которого стали носителями фамилии Выдрин. Не исключено, что все тотемские Выдрины являются именно его потомками. Из переписных книг XVII-XVIII вв. точно известен факт обладания или покупок тотьмичей и жителей т.н. Тотемского окологородья (т. е. пригородов Тотьмы) т.н. повытий — участков общинной земли, отведённых в индивидуальное пользование отдельному лицу. Из документов же известен факт переселения кого-то из носителей фамилии в пустовавшую в XVIII в. деревню Родная, а также то, что Выдрины жили и в деревне Топориха.
По обозначению животного получило название река Выдриная (Выдринная) в Бурятии, а уже по ней — названия села, одноимённой станции на Транссибе и посёлком при ней; а также посёлок Речка Выдрино. На бурятском языке от обозначения животного образован топоним бур. Халюута (с бур. — «выдриный», от бур. халюун — выдра). В русский язык в калькированном виде — рус. Халюта — топоним перешёл как обозначение реки в Усть-Удинском районе Иркутской области и одноимённого села там же. С другой же стороны, реки под названием Халюта встречаются и в других местах.

### Маскоты
- Две выдры являлись маскотами Чемпионата мира по водным видам спорта, прошедшего в 2019 году в Кванджу (Республика Корея).
- Выдра Митя — маскот Южного федерального университета (ЮФУ) с 16 сентября 2021 года[120][121].

### Нумизматика

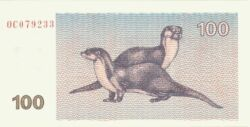
100 литовских талонов 1992 года, реверс

- Выдры изображены на аверсе банкноты в 10 фунтов стерлингов, выпущенном Королевским банком Шотландии в 2017 году[122][123].
- Выдре посвящена памятная монета достоинством 1 рубль из серии «Красная книга Приднестровья», выпущенная в 2018 году Приднестровским республиканским банком[124].
- Выдры присутствовали на реверсе банкноты 100 литовских талонов образца 1992 года.

### В геральдике
Выдра относится к естественным геральдическим фигурам, но встречается нечасто.
Выдра, наряду с бобром, является щитодержателем герба Ньюарк-он-Трент (графство Ноттингемшир, Англия).
Выдра является главной гербовой фигурой одноимённого польского шляхетского герба, принадлежавшего родам Рыбинских и Оттерфельдов, и из-за этого известного в двух вариантах.

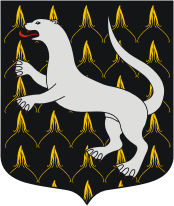
Герб Веревского сельского поселения Гатчинского района (Ленинградская область)
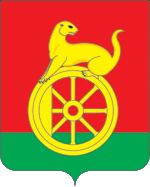
Герб Демиховского сельского поселения (Московская область)
Герб Нидероттербаха (Германия)
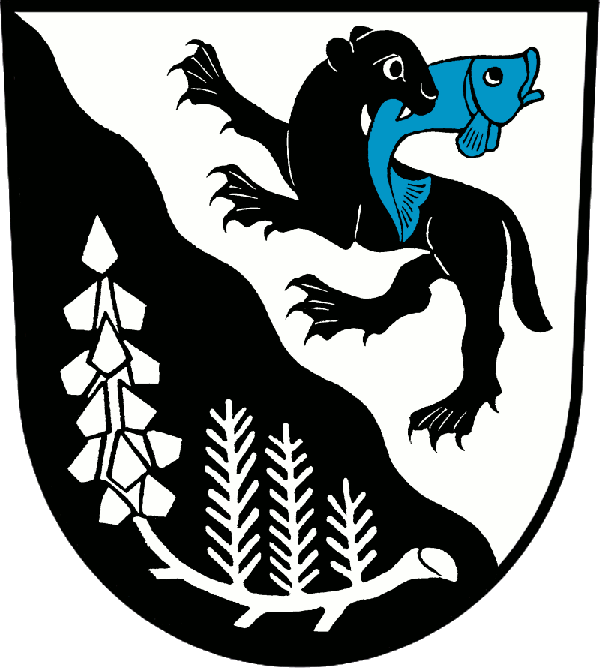
Герб Шварцхайде (Германия)
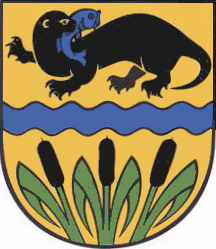
Герб коммуны Рорбах (Германия)
Герб Оттерсберга (Германия)
Герб Оттрау (Германия)
Герб Грамбека (Германия)
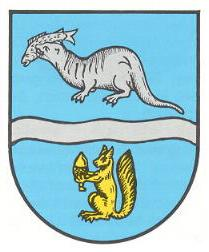
Герб Оттербаха (Германия)
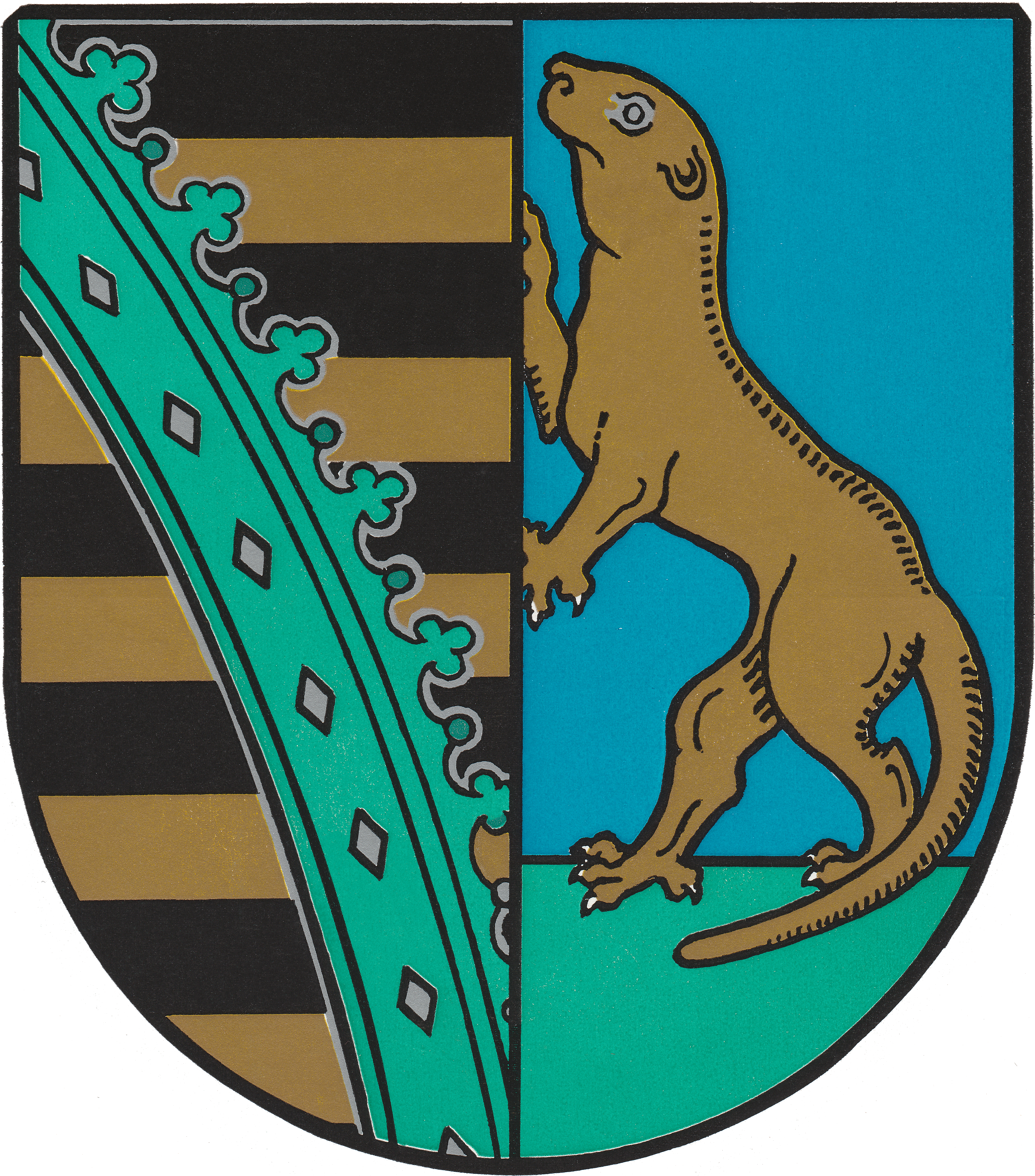
Герб Оттерндорфа (Германия)
Герб Госсау (Швейцария)
Герб Меннедорфа (Швейцария)
Герб Луэ (Франция)
Герб Сен-Жингольфа (Франция)
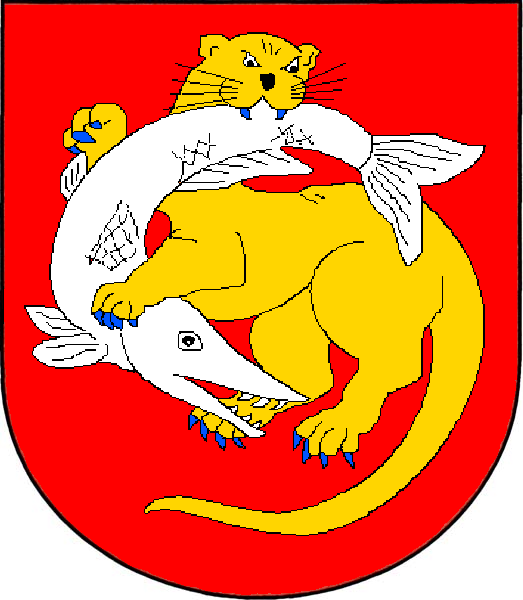
Герб Хропине (Чехия)
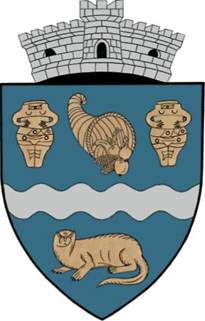
Герб коммуны Видра[рум.] (жудец Илфов, Румыния)
Герб Ведровице[чеш.] (Чехия)
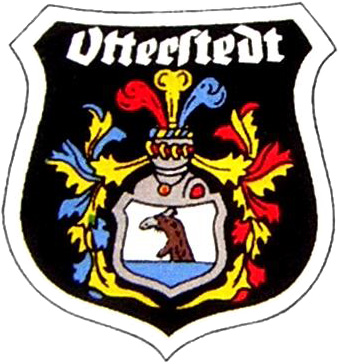
Герб Оттерштедт[нем.]а (Германия)
Герб общины Горни-Петровцы[словен.] (Словения)
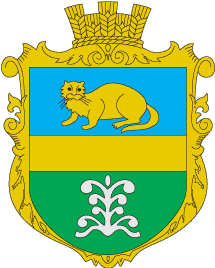
Герб села Удрицк (Украина)
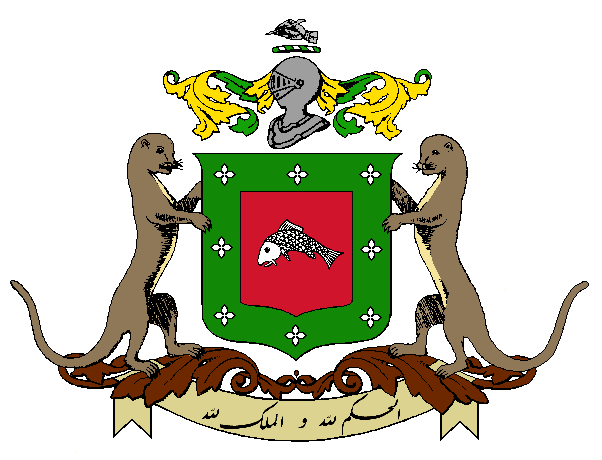
Герб туземного княжества Баони (Британская Индия)
Герб шотландского клана Бальфур
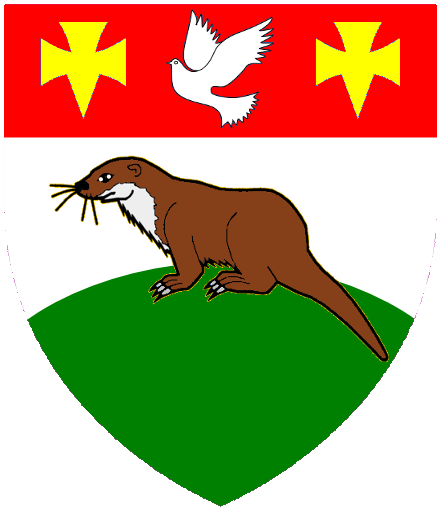
Герб баронов Колриджей (Англия)
Герб французской семьи Лефевр
Шляхетский герб «Выдра»
Вариант герба «Выдра», использовавшийся Рыбинскими